# Абрамов Ілля Васильович
Ілля Васильович Абрамов (26 липня 1922 — 19 серпня 1946) — учасник Другої світової війни, сапер 180-го окремого саперного батальйону 167-ї стрілецької Сумсько-Київської двічі Червонопрапорної дивізії 38-ї армії, єфрейтор.

## Біографія
Народився 26 липня 1922 року в селі Черемхівське Єкатеринбурзької губернії у селянській сім'ї.
Навчався у Черемхівській початковій школі, закінчив 7 класів Клевакінської восьмирічної школи. В 1938 через важке матеріальне становище залишає школу і їде в Азбест вчитися на слюсаря-ремонтника в школу ФЗУ. Після закінчення ФЗУ працював на заводі ОЦМ у м. Каменськ-Уральський (березень 1941 — лютий 1942).
Призваний до Червоної Армії 18 лютого 1942 року. Сапер 180-го окремого саперного батальйону (167-а стрілецька дивізія, 38-а армія, 1-й Український фронт).
Єфрейтор Абрамов І. В. Особливо відзначився під час форсування річки Дніпро та визволення Києва. Був тяжко поранений.
Указом Президії Верховної Ради СРСР «Про присвоєння звання Героя Радянського Союзу генералам, офіцерському, сержантському та рядовому складу Червоної Армії» від 10 січня 1944 року за «зразкове виконання бойових завдань командування на фронті боротьби з німецько-фашистськими загарбниками» удостоєний звання Героя Радянського Союзу з врученням ордена Леніна та медалі «Золота Зірка» (№ 4092)[5].
9 вересня 1944 отримав нагороду в Кремлі з рук Голови Президії Верховної Ради СРСР М. І. Калініна.
Після одужання Абрамов брав участь у звільненні Західної України, Польщі, форсував Віслу та Одер. День Перемоги зустрів у Берліні.
Після закінчення Великої Вітчизняної війни у складі 7-ї понтонно-мостової бригади брав участь у розмінуванні будівель та споруд, будівництві переправ у Берліні, Бад-Зорові та Дессау-Рослау.
Загинув 19 серпня 1946 року у автокатастрофі під час зіткнення двох мотоциклів унаслідок важкої травми голови (за іншими даними — під час розмінування підземного колектора у Берліні). Похований у місті Галле на військовому кладовищі.